# Martin Marcellusi
Martin Marcellusi (Roma, 5 aprile 2000) è un ciclista su strada italiano corre per il team VF Group-Bardiani CSF-Faizanè.
Passista veloce, nel 2018 è stato nazionale italiano Juniores ai campionati europei. Professionista dal 2022, nello stesso anno ha vinto il Trofeo Piva, gara del calendario UCI Europe Tour, e rappresentato l'Italia nelle prova Under-23 agli europei di Anadia e ai mondiali di Wollongong.

## Palmarès
- 2017 (Juniores)[1]

Coppa di Pasqua
Trofeo Città di Sant'Egidio
La Ciociarissima
- 2018 (Juniores)[2]

Coppa di Pasqua
Memorial d'Oro Ss. Annunziata - Baragiano
Trofeo Città di Sant'Egidio
Memorial Rosario Costa
Trofeo Bar Scacco - Campionato Regionale Lazio
Trofeo Balacco Paponi
- 2019 (Velo Racing Palazzago)[3]

Gran Premio Firenze-Empoli Under-23
- 2020 (Mastromarco Sensi Nibali)[4]

Extragiro
- 2021 (Mastromarco Sensi Nibali)[5]

Trofeo Festa Patronale-Trofeo Mario Zanchi
Coppa del Mobilio (cronometro)
- 2022 (Bardiani CSF Faizanè, una vittoria)

Trofeo Piva

### Altri successi
- 2023 (Green Project - Bardiani CSF - Faizanè)

Classifica scalatori Tour du Limousin

## Piazzamenti

### Grandi Giri
- Giro d'Italia

2023: 98º
2024: 99º
2025: 75º

### Classiche monumento
- Milano-Sanremo

2024: 116º
2025: 124º
- Giro di Lombardia

2023: 53º

### Competizioni mondiali
- Campionati del mondo

Wollongong 2022 - In linea Under-23: 42º

### Competizioni europee
- Campionati europei

Zlín 2018 - In linea Juniores: ritirato
Anadia 2022 - In linea Under-23: ritirato